# Hämodynamik
Die Hämodynamik beschreibt den Blutfluss in den Blutgefäßen in Abhängigkeit von den verantwortlichen Kräften.
Für die Strömungsmechanik des Blutes sind verschiedene Parameter entscheidend:
- die Geometrie des Gefäßes
- die Elastizität des Gefäßes
- die darin herrschenden Drücke
- das Herzzeitvolumen (lokal als Strömungsgeschwindigkeit)
- das Blutvolumen
- die Blutzusammensetzung

Neuere Untersuchungen zeigen, dass die Hämodynamik nicht nur für die Strömung des Blutes an sich bedeutsam ist, sondern dass hämodynamische Kräfte wesentlichen Einfluss auf die Physiologie des Endothels und der glatten Gefäßmuskeln haben. Die Endothelzellen vermögen Änderungen des Blutdruckes und des Scherstresses wahrzunehmen und steuern davon abhängig die Gefäßmuskulatur zur Regulation dieser Parameter. So führt eine Erhöhung des Scherstresses zu einer Ausschüttung von vasodilatatorischen Substanzen, die durch Erweiterung des Gefäßlumens den Blutdruck und die Fließgeschwindigkeit wieder herabsetzen. Ein weiterer Effekt ist die Ausschüttung eines Wachstumsfaktors für die glatten Gefäßmuskelzellen, die die mechanische Stabilität der größeren und mittleren Blutgefäße garantieren. Diese Mechanismen stellen eine Autoregulation des Blutflusses dar.
Darüber hinaus ist die Hämodynamik aber essentiell für das Überleben des Gefäßes. Wenn die hämodynamischen Reize wegfallen oder auch nur der laminare Blutfluss unstetig wird, so reagiert das Endothel des betroffenen Gefäßes mit Apoptose, was letztlich zum Abbau des gesamten Gefäßes führt. Damit nicht bereits eine kurzzeitige Strömungsstörung zu einem kompletten Abbau des Endothels via Apoptose führt, setzt dieser Prozess zunächst nur bei wenigen Zellen ein und führt erst bei längerem Anhalten des gestörten Zustandes zu einem kompletten Gefäßabbau.